# Gole dell'Infernaccio
Le gole dell'Infernaccio sono gole naturali scavate dal fiume Tenna tra il Monte Priora e il Monte Sibilla, sui Monti Sibillini. Comprese nel territorio comunale di Montefortino (FM), nel Parco nazionale dei Monti Sibillini, sono tra le gole più suggestive dell'Appennino umbro-marchigiano.
Meta popolare di escursioni e passeggiate turistiche, probabilmente una delle più frequentate del Monti Sibillini, grazie ad un percorso di accesso relativamente semplice e pressoché alla portata di tutti, ma contemporaneamente ricco di elementi di alto interesse naturalistico, dagli ampi panorami sulla valle del Tenna e sulle montagne soprastanti, ai suggestivi ambienti di fondo valle, stretti tra le fredde e scure forre rocciose o immersi nei verdi boschi di faggio.
Oltre alle incontaminate bellezze naturali che offre, l'Infernaccio è un luogo ricco di storia, cultura e spiritualità: l'eremo di San Leonardo al Volubrio è ogni anno meta di continui pellegrinaggi nonostante il terremoto dell'agosto 2016 ne abbia compromesso la struttura. La chiesa, situata su un poggio sovrastante le gole, è l'ultimo retaggio di una società atavica basata sulla pastorizia e la selvicoltura, ormai perduta da secoli.

## Geografia fisica

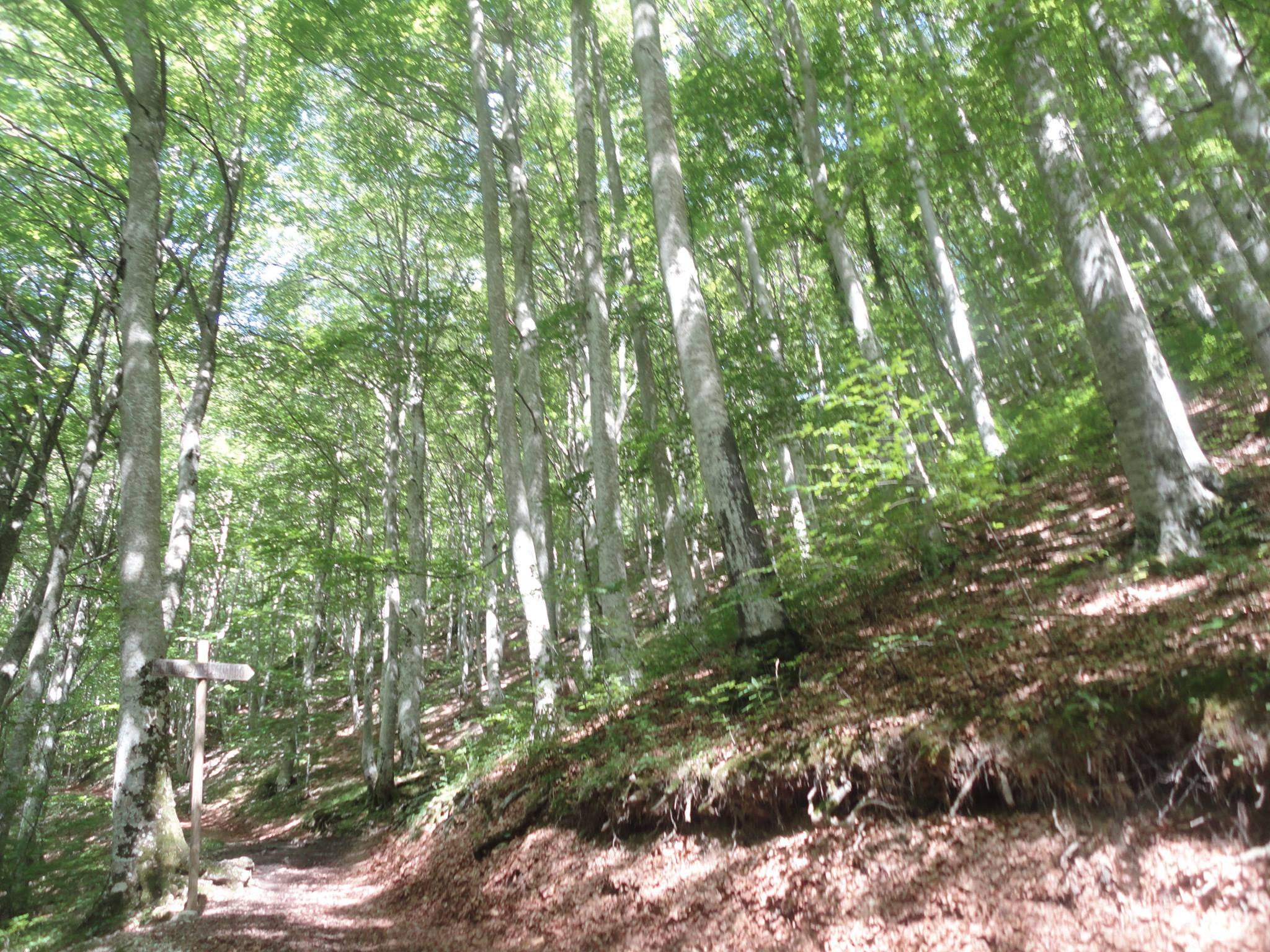
Bivio per l'eremo di S. Leonardo lungo il sentiero che percorre il fondo valle dell'Infernaccio all'interno della faggeta.

Pochi chilometri più a valle delle sorgenti, il fiume Tenna scava le pareti rocciose dei monti Sibilla (a sud, sponda destra) e Priora (a nord, sponda sinistra) dando vita alla gola dell'Infernaccio.
Tutto il tratto percorso dal fiume all'interno delle gole è incastonato tra gli altissimi e impervi contrafforti calcarei delle montagne, dei quali è possibile ammirare le più fantasiose conformazioni e stratificazioni. Nei tratti più aperti e accessibili delle gole, l'ambiente fluviale è immerso in una fitta e rigogliosa faggeta che risale ininterrottamente il fondo valle fino ai prati di quota.

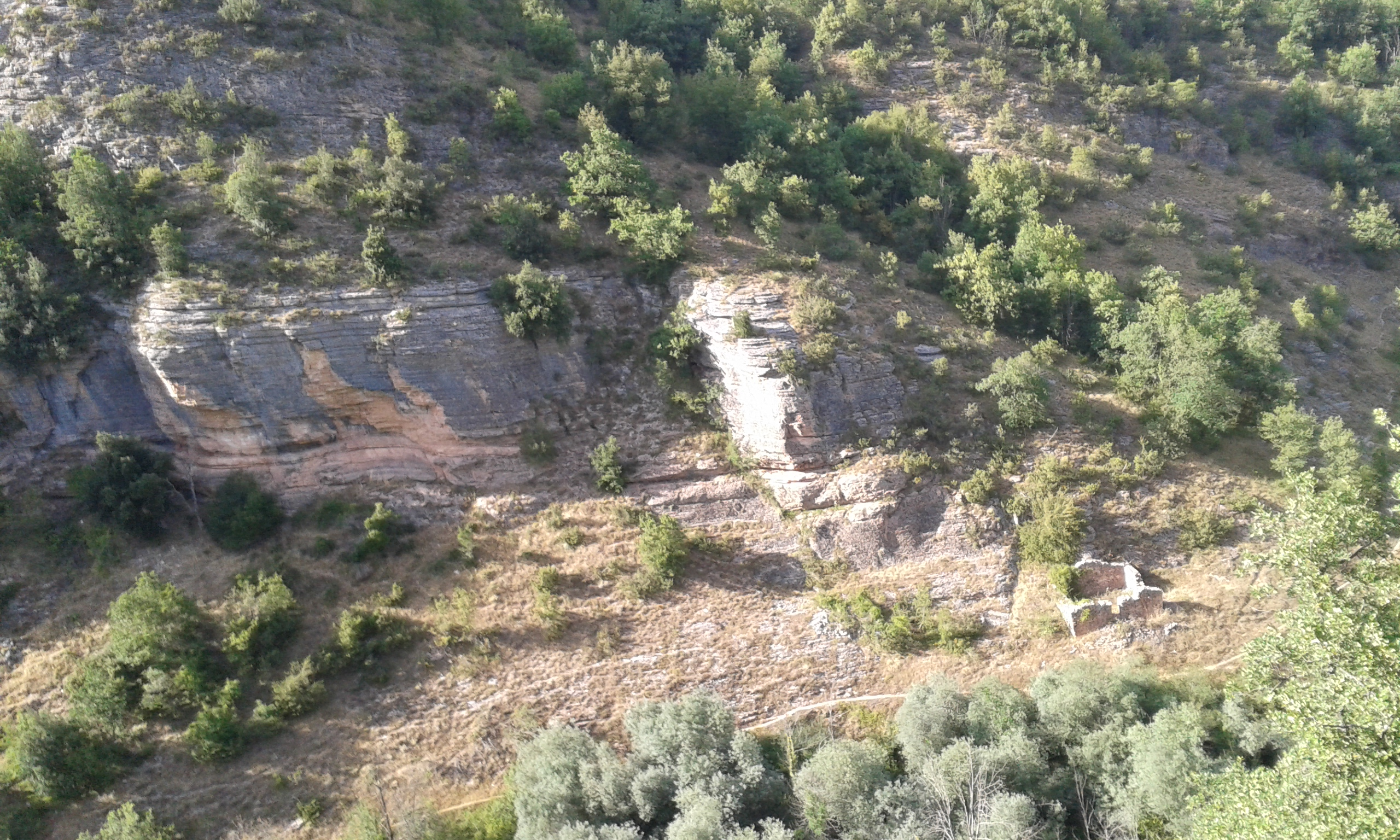
Ultima propaggine delle conformazioni rocciose a valle dell'Infernaccio, in prossimità di Vetice. Si distinguono i resti di un antico casale.

Verso est, scendendo a valle oltre i punti più stretti delle gole, gli spazi tendono gradualmente ad aprirsi, tuttavia il fiume continua a scorrere nel suo alveo sempre incassato dentro ad una profonda vallata rocciosa, fino all'altezza delle frazioni di Vetice e Rubbiano (Montefortino). Questo tratto, ormai fuori dalle gole vere e proprie, è sovrastato a sud dalla parete rocciosa del Monte Zampa (propaggine orientale del Monte Sibilla), e a nord dalle impervie rocce di Monte Pizzo (propaggine orientale del M. Priora), ed è caratterizzato da pareti di rosso ammonitico su cui appoggiano gli ampi pianori e balconi rocciosi dove sorgono appunto gli abitati di Vetice e Rubbiano contrapposti sulle due sponde del Tenna.

### Valleria

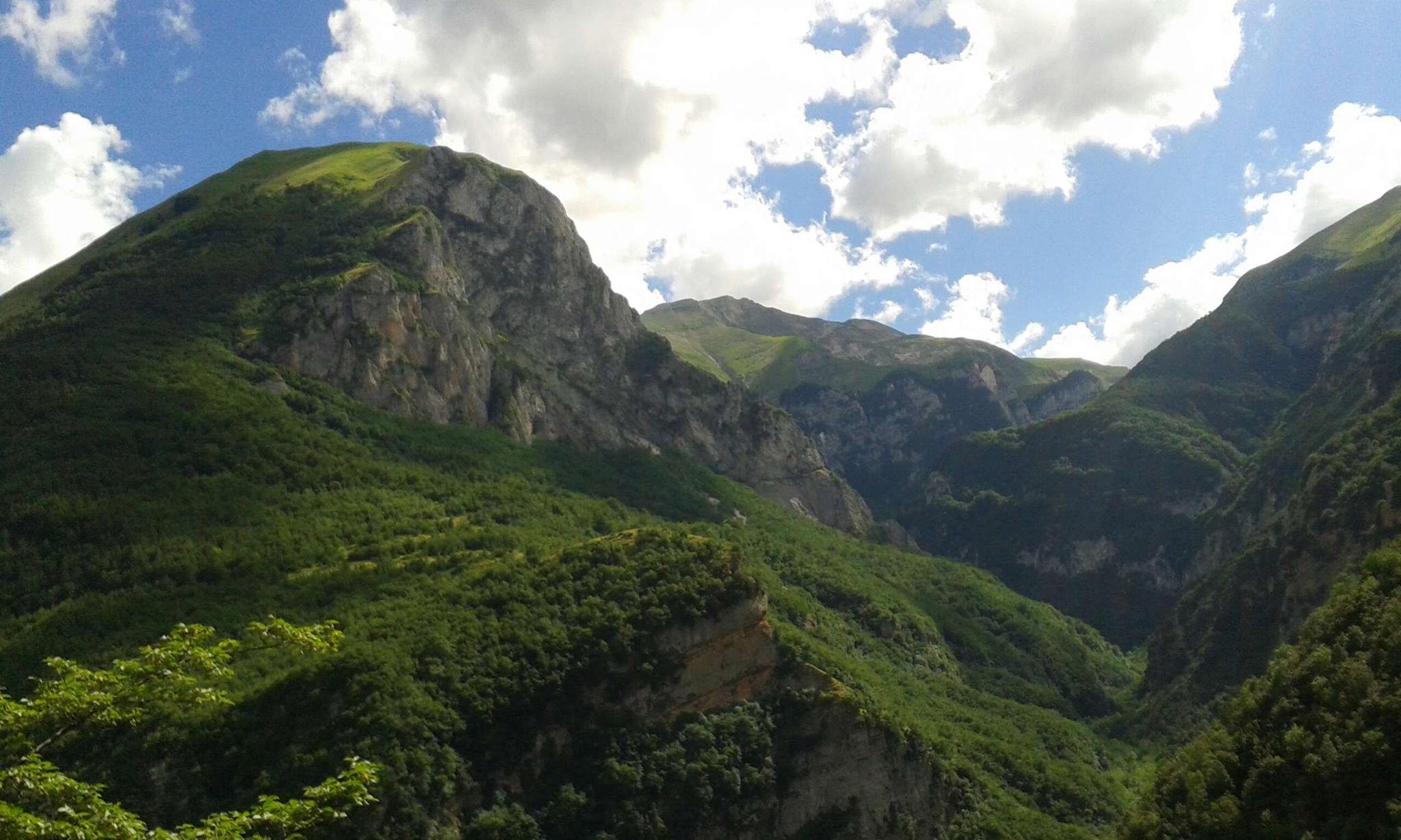
Vista sulla Valleria e sull'imboccatura della Gola dell'Infernaccio da Vetice.
In primo piano lo scoglio roccioso di M.Zampa (M.Sibilla), prima propaggine delle gole; in secondo piano la Corona della Sibilla.
Sulla destra è visibile il poggio boschivo sul quale è sito l'eremo di S.Leonardo.

Tutta la zona ai piedi della Sibilla, compresa tra le gole e la frazione di Rubbiano prende il nome di Valleria, in quanto questo era il luogo dove pastori e fate della Sibilla tenevano i loro balli (reso "valli" nel dialetto locale che tende a trasformare la B in V in diversi casi).
La zona della Valleria è sovrastata dall'impervio dirupo di roccia che costituisce la punta settentrionale del Monte Zampa, prima propaggine delle pareti rocciose delle gole; e proprio tra le rocce di questo irto scoglio è intagliato un balcone di roccia naturale, affacciato a picco sulla vallata ad una altezza ragguardevole: questa impressionante cengia (detta "Fonte Palù") è da sempre stata utilizzata dai pastori come ricovero per il bestiame, come testimoniano anche alcune recinzioni di legno. Oggi decisamente fuori mano, questo luogo doveva essere un tempo facilmente raggiungibile dai prati sovrastanti Rubbiano.

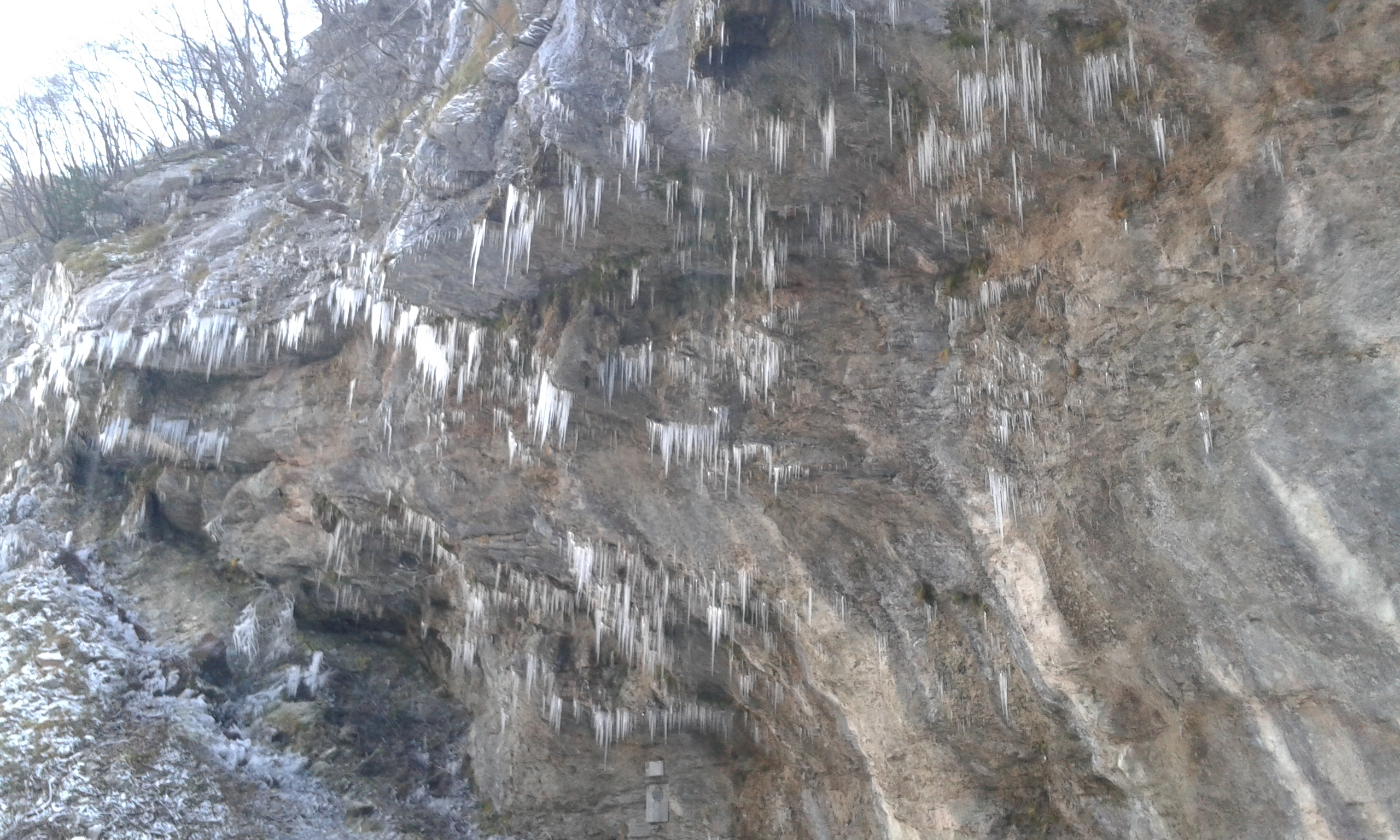
Pisciarelle ghiacciate

### Le Pisciarelle
Dalla Valleria, poco prima di addentrarsi nel punto più stretto della gola, vi è un tratto di fiume in cui l'alveo diviene più pianeggiante e si allarga dando vita ad un ampio guado: questo luogo è identificato come "le Pisciarelle" in quanto dalle sovrastanti rocce che sporgono sulla valle scende un fitto e continuo flusso di gocce e rivoli d'acqua provenienti dallo scioglimento delle nevi o da falde affioranti.

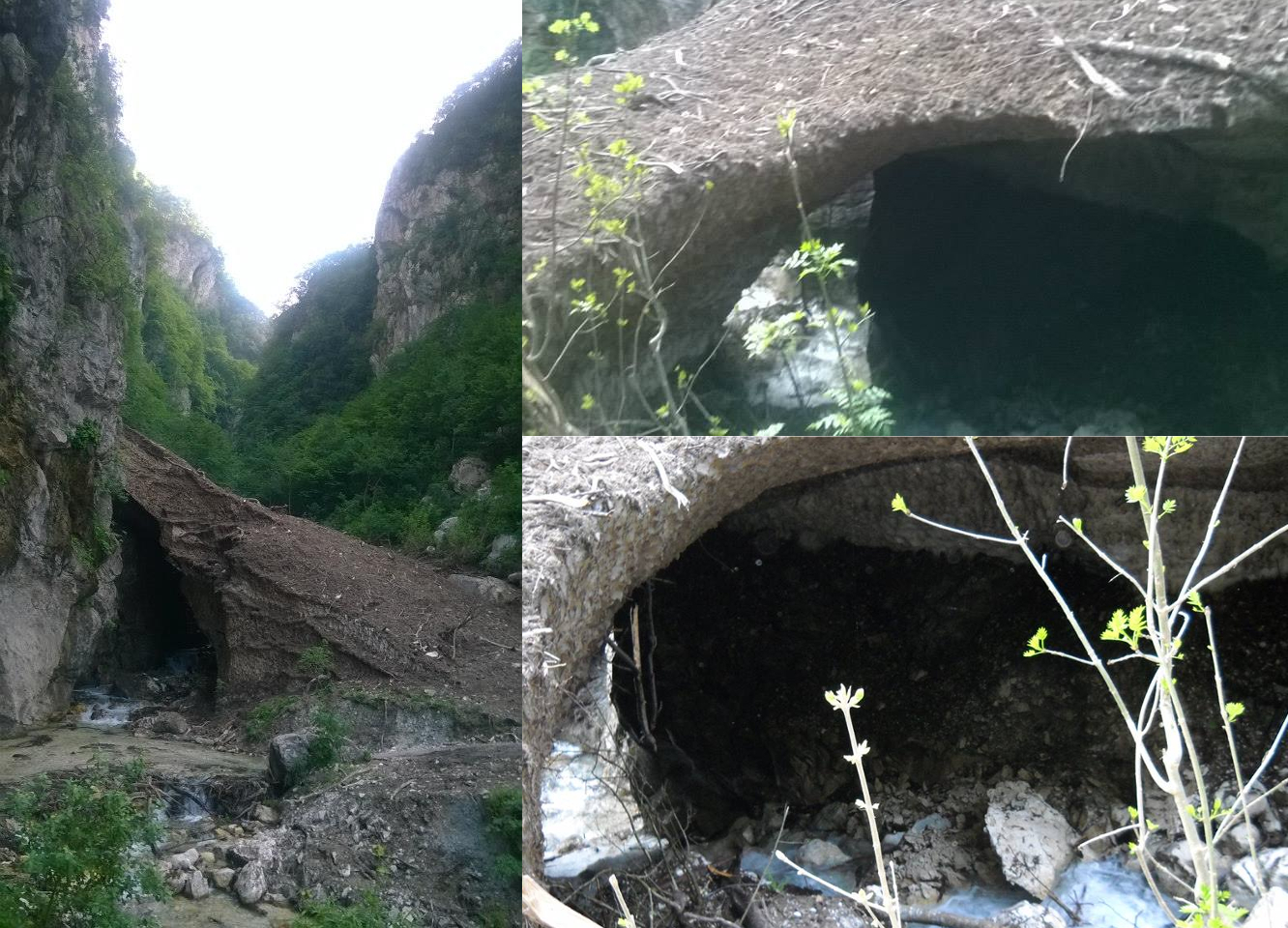
Arco di neve ghiacciata scavata dal fiume, nei pressi del guado delle Pisciarelle

In prossimità del guado delle Pisciarelle c'è un canale dal quale praticamente ogni anno scende una slavina che spesso occlude il corso del fiume e il sentiero, e non si riserva a volte di distruggere persino il ponte, più volte ricostruito nel corso degli anni. Recandosi qui in condizioni favorevoli si può ammirare l'arco di neve ghiacciata che il fiume scava nella valanga nel tentativo di ripristinare il proprio percorso.

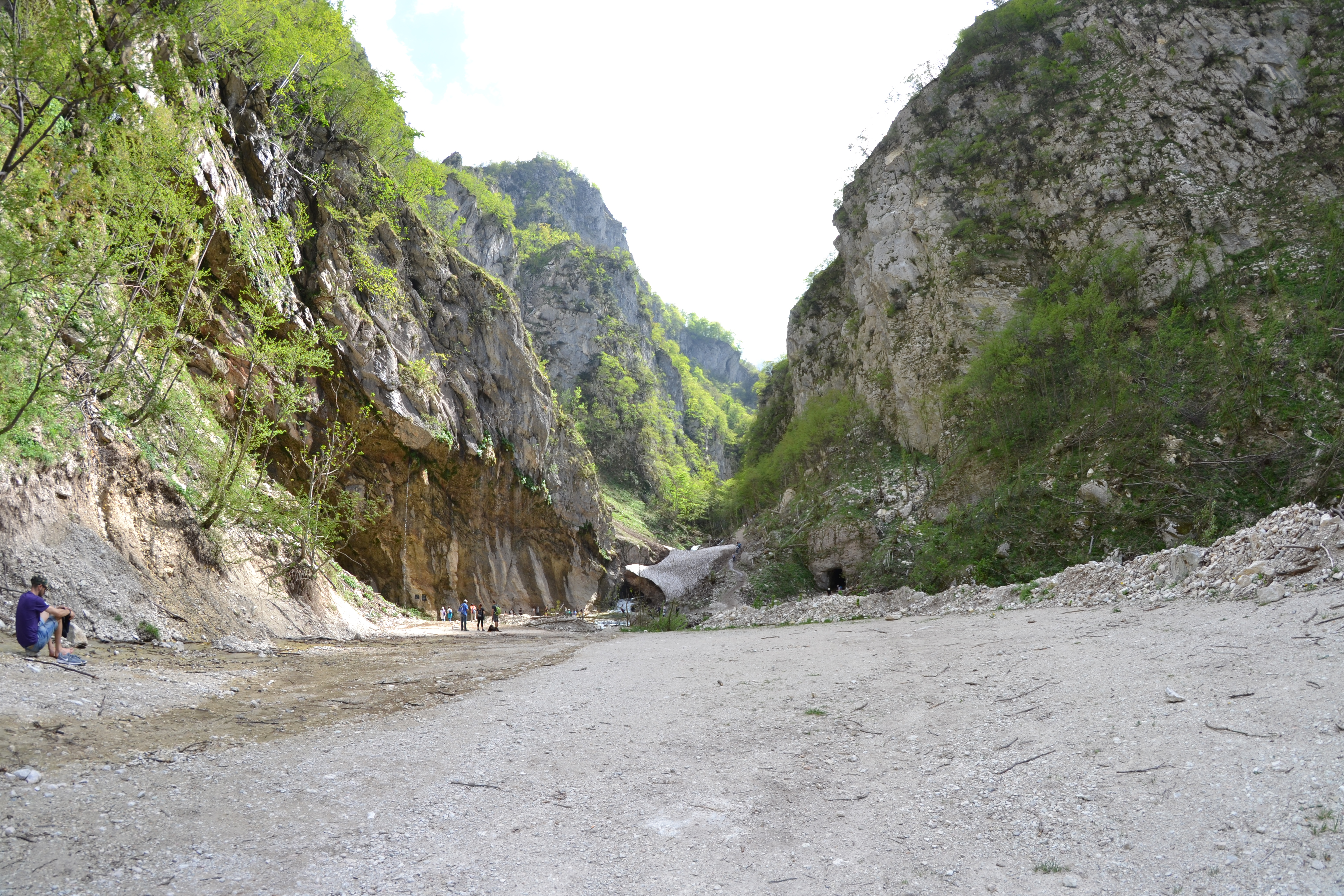
Gola dell'Infernaccio, prima di arrivare alle Pisciarelle

Proprio da questo slargo partiva anticamente un sentiero che risaliva ripido il versante della Priora fino in cima al poggio dove è sito l'eremo di San Leonardo. Questa doveva essere la vecchia strada che collegava l'eremo alla Valleria quando ancora il passaggio all'interno delle gole non era praticabile. In questa zona si trova ora l'ingresso di un tunnel che attraversa le gole, di proprietà del consorzio idrico Tennacola, normalmente chiuso ai turisti.

### La valle del Rio

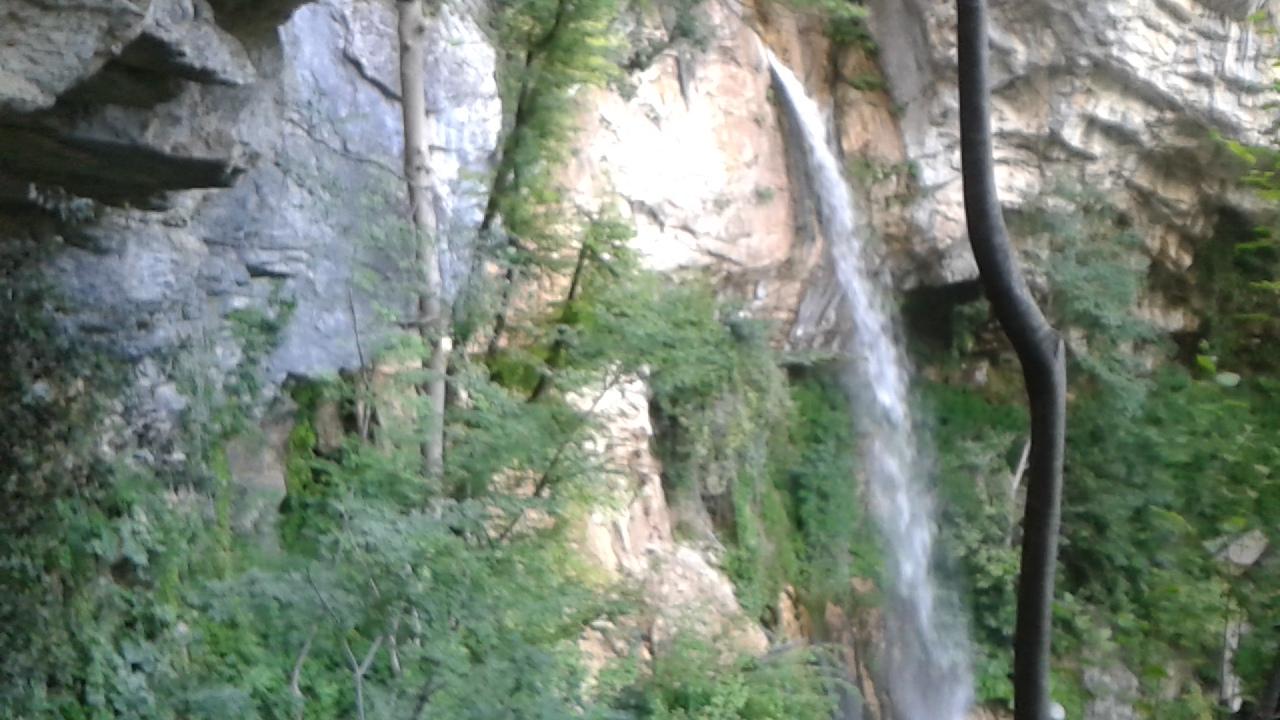
Casco de Rio

Dal versante sinistro del Tenna, tra il poggio roccioso su cui sorge l'eremo di San Leonardo e le asperità del Monte Pizzo (M. Priora), scende un piccolo corso d'acqua chiamato semplicemente "Rio", il quale è alimentato dai nevai accumulati nei vari canali che scendono dall'anfiteatro naturale del Monte Priora ("la Rota"). Il ruscello, dopo aver scavato un profondo canale che separa la propaggine di Monte Pizzo dai pascoli della Priora, si getta nel Tenna da un'altissima cascata conosciuta come "Casco di Rio", visibile dalla strada della Valleria.
Dall'eremo di San Leonardo è possibile raggiungere invece un'altra più piccola cascatella formata dal corso d'acqua, che i turisti identificano spesso come "la cascata nascosta", ma che gli anziani della zona chiamano "Pisciarelle" (da non confondere però con il toponimo identico di cui si parla nella sezione precedente). Lungo il suo corso, il torrente presenta diversi altri balzi anche di altezze ragguardevoli: un altro si trova ad esempio presso "la Rota", vicino alla sorgente.

### Capotenna

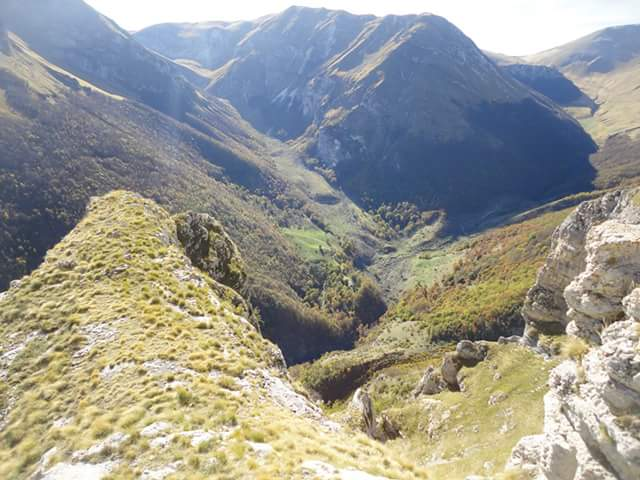
Cima Cannafusto domina i prati di Capotenna, e divide Valle Lunga (a sinistra nella foto) e Valle Orteccia (a destra)

Risalendo verso le sorgenti del Tenna, le strette pareti si aprono cedendo man mano il passo ad un'ampia vallata glaciale che sale fino a Passo Cattivo: un impervio valico che fa da spartiacque tra la vallata del Tenna e quella del Nera (ormai nel territorio comunale di Castelsantangelo sul Nera). La conca glaciale è sovrastata a sud dalla cima Cannafusto e a nord dal Pizzo Berro e dalla Cima Sud del Monte Bove. In questa vallata ne confluiscono da sud altre due:
- Vallelunga, che risale tra la Sibilla e Cima Cannafusto, fino al Monte Porche
- Valle Orteccia, che risale tra Cima Cannafusto e Cima Passo Cattivo, fino alla Cima Vallinfante (Porche di Vallinfante)

Nella parte inferiore della vallata glaciale si estendono i prati di Sant'Antonio, così chiamati in quanto anticamente vi sorgeva un eremo dedicato al Santo, dal quale passò anche Il Guerrin Meschino durante la sua salita alla Grotta della Sibilla. È in questi prati che le varie vene d'acqua provenienti dall'anfiteatro dei monti circostanti confluiscono nelle sorgenti del fiume Tenna.
Qui il consorzio idrico Tennacola ha predisposto una captazione delle sorgenti per alimentare l'acquedotto che rifornisce diversi comuni delle province di Macerata e Fermo. La galleria che attraversa la gola dell'Infernaccio è stata scavata proprio per facilitare il transito dei mezzi adibiti ai lavori sull'acquedotto.

## Storia

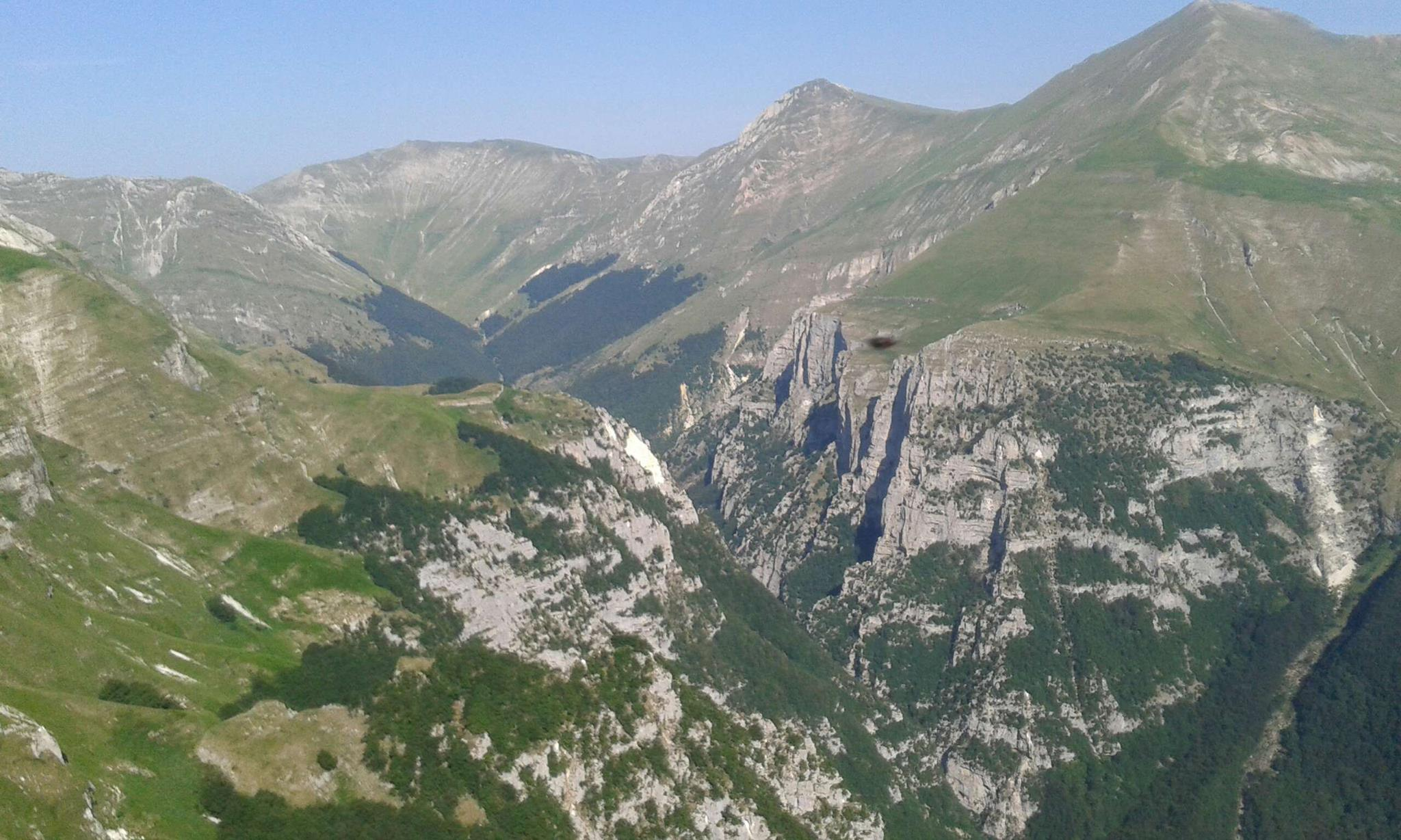
Vista delle Gole dell'Infernaccio dal M.Sibilla. Da destra a sinistra sono riconoscibili le vette del M.Priora, P.Berro, M.Bove Sud e Cima Cannafusto.

Il toponimo originale che indicava l'area dell'Infernaccio è Volubrio (o Golubro, inteso come "gola scivolosa" dal latino "lubricus").
Di quello che fu anticamente il centro di aggregazione sociale del Volubrio, oggi resta solo la chiesa di San Leonardo, la quale originariamente doveva essere parte di un eremo o di un monastero. La struttura, che oggi risulta completamente isolata dalla società, sorge in realtà lungo un'antica via di montagna che collegava l'Adriatico a Roma. La vecchia strada doveva risalire da Vetice (frazione di Montefortino), attraverso le asperità di M. Pizzo, fino a San Leonardo, per poi scendere lungo il fiume e costeggiarlo fino a Capotenna, e infine valicare l'Appennino all'altezza di Passo Cattivo. Le gole rimasero invece inaccessibili dalla parte di Rubbiano fino al 1820, quando un'impresa di San Severino costruì i ponti e le infrastrutture per il trasporto di legname.

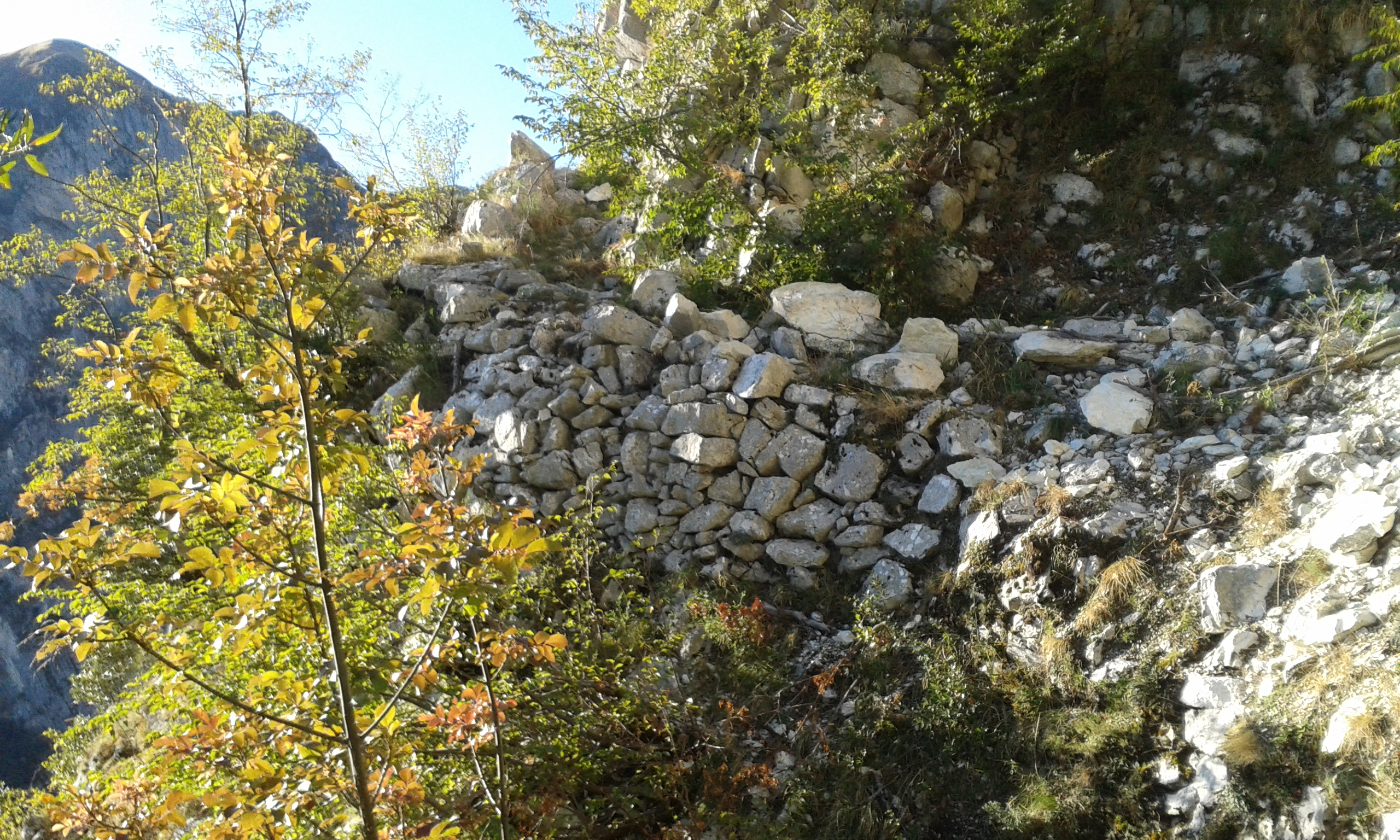
Resti di un muraglione di contenimento che danno testimonianza dell'antica mulattiera che conduce da Vetice al Volubrio.

Un toponimo della zona tramandato dai montefortinesi è "Arcufù" ("arco fu"), come a dire "vi fu l'arco". Il luogo così chiamato è un tratto di gola che secondo la tradizione orale era un tempo occluso da una fortificazione con un arco di ingresso.

## Punti di interesse naturalistico

### Il Laghetto dell'Infernaccio

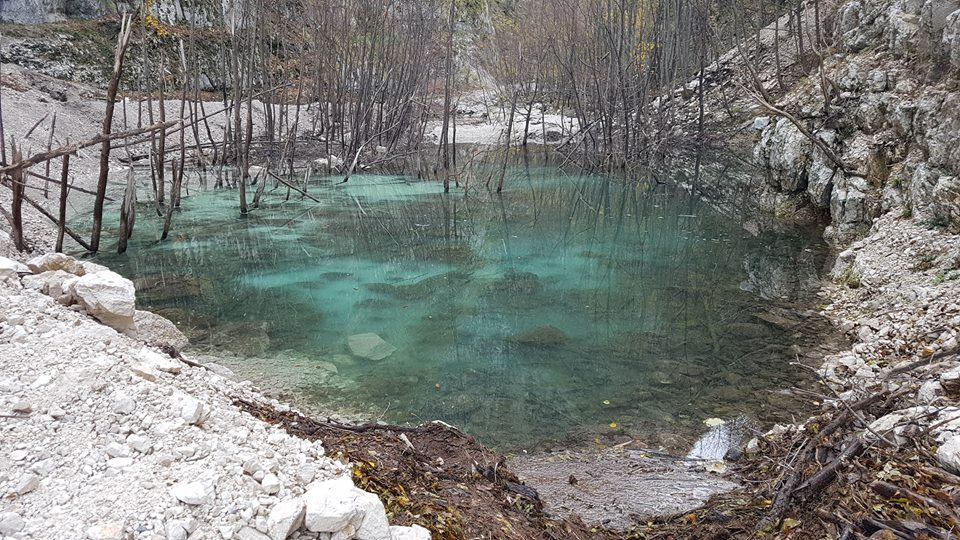
Il Laghetto dell'Infernaccio

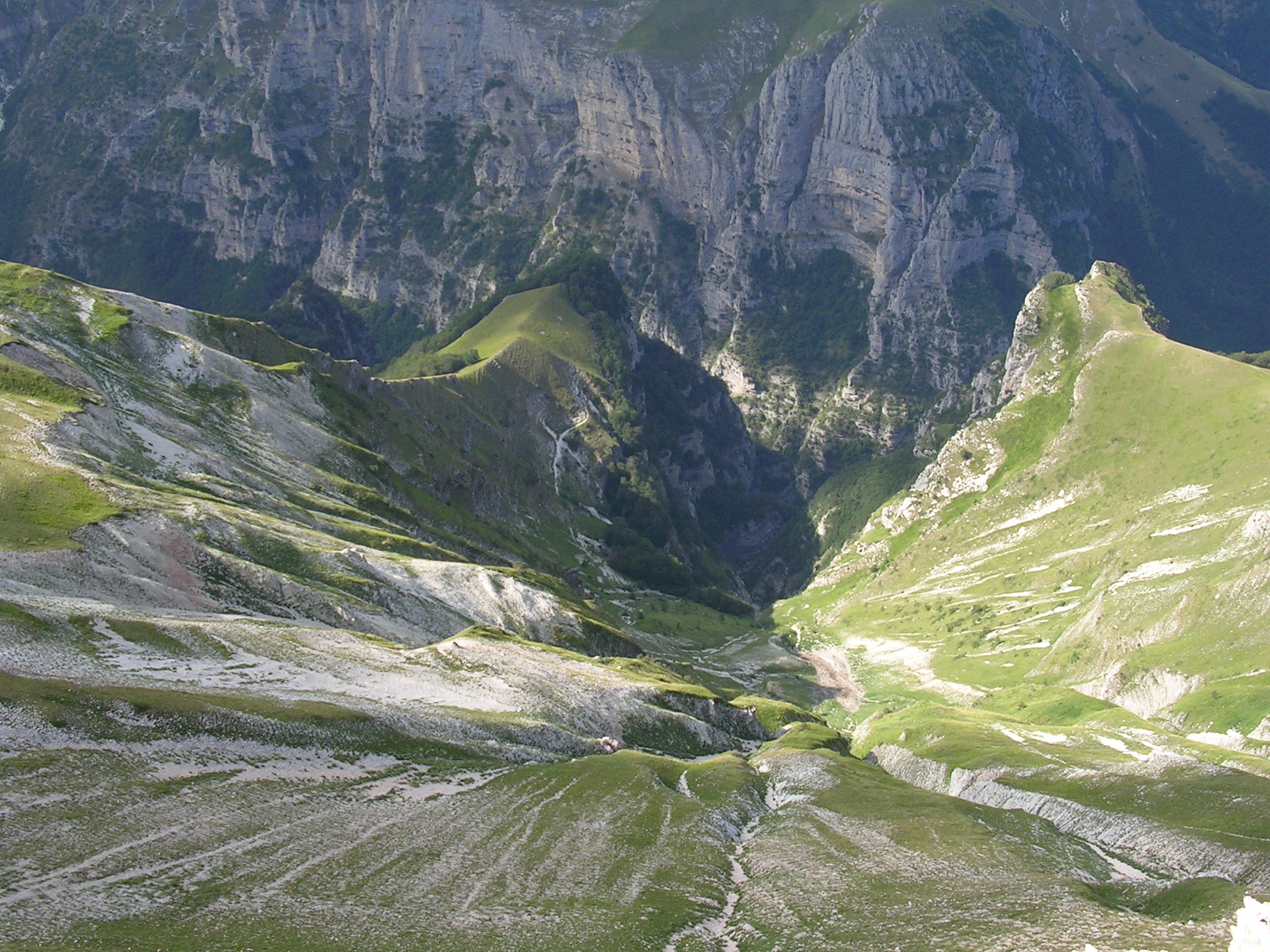
Vista del Fosso Le Vene, in corrispondenza della Corona della Sibilla e del laghetto a fondo valle.

All'incirca in corrispondenza della Corona della Sibilla, il Tenna riceve da destra le acque dei nevai che scendono da un ripidissimo canale (segnato sulle carte come "le Vene"). In questa zona le pareti della gola e il fitto bosco si aprono per un breve tratto, scoprendo interamente la vista sulle alte pareti rocciose a picco sulla valle. Il sentiero di fondo valle che conduce dall'eremo di San Leonardo a Capotenna è qui soggetto a continui mutamenti causati dalle slavine e dalle frane che, riversandosi a valle dal fosso delle Vene durante i disgeli, modificano sistematicamente il corso del fiume.
In seguito al sisma del novembre 2016, alcune rocce staccatesi dal M. Sibilla hanno modificato questo tratto del letto del fiume facendo il modo che l'acqua formasse un nuovo laghetto naturale, battezzato dai fortinesi "Laghetto dell'Infernaccio".

### Tempio della Sibilla

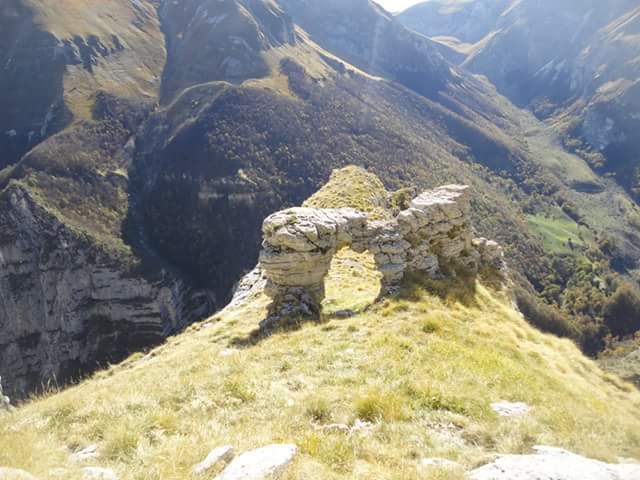
Tempio della Sibilla, abbarbicato su un contrafforte del Monte Priora a picco sui prati di Capotenna

In cima ad uno dei contrafforti rocciosi che dalla Priora si gettano nel fondovalle si trova un piccolo arco di pietra naturale identificato da alcuni come Arco dei Grottoni o Tempio della Sibilla, che per la sua particolare conformazione attira l'attenzione di molti amanti della montagna. Inoltre poco distante dal tempio si trova una grotta (Grotta della Pernice) tra le cui stratificazioni rocciose è facile osservare dei fossili di ammonite.
Poco più a ovest sgorgano le acque sotterranee della Fonte del Traco.
Il pilastro di roccia del contrafforte in cima al quale sorge il Tempio della Sibilla presenta un particolare foro che attraversa la parete di roccia da una parte all'altra. L'occhio di roccia è ben visibile dal basso, da alcuni tratti del sentiero che conduce a Capotenna. La zona sottostante si chiama per questo Vazu Sfonnàtu (balzo sfondato).

## Galleria d'immagini

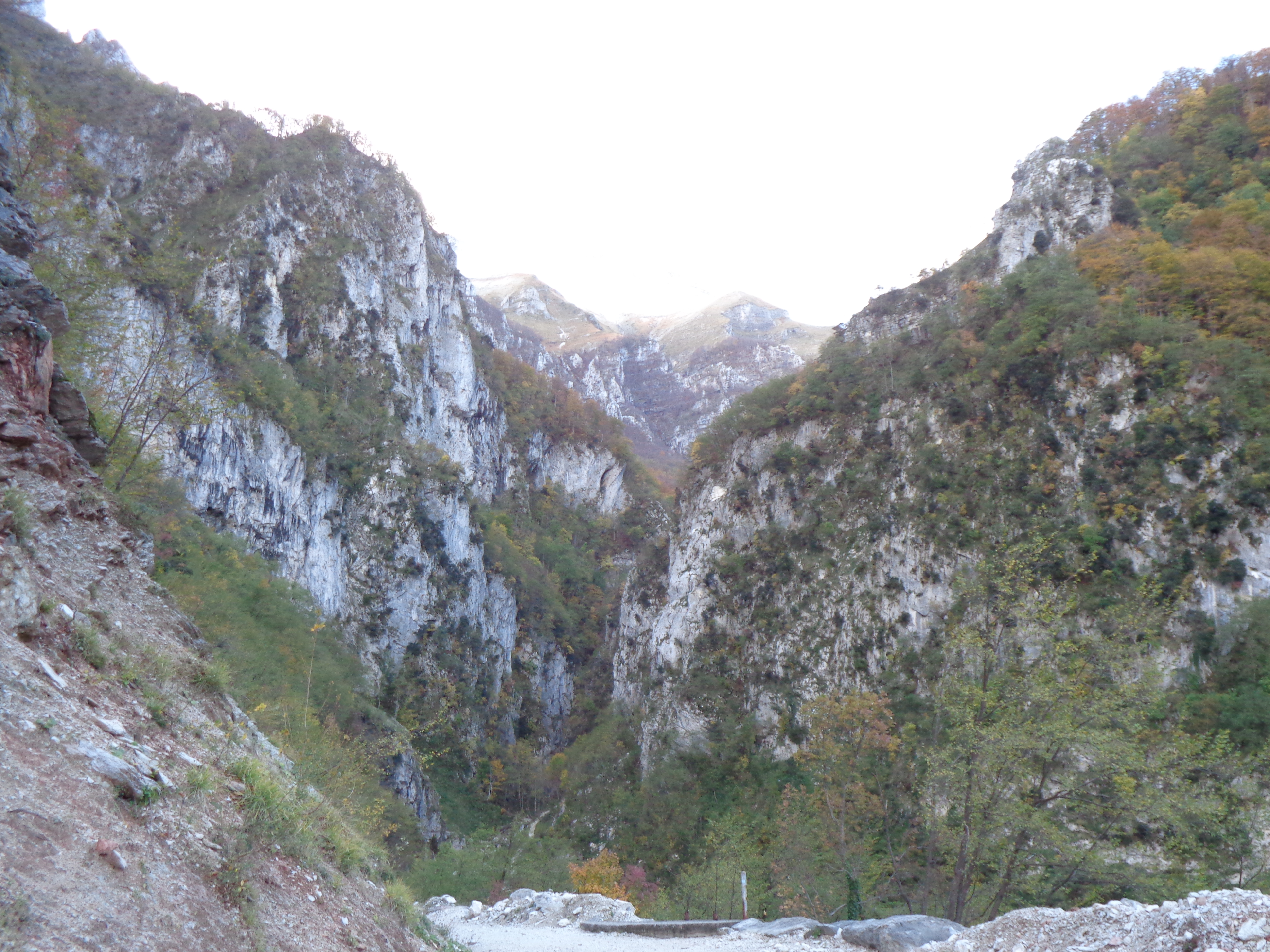
La gola vista dalla strada di accesso
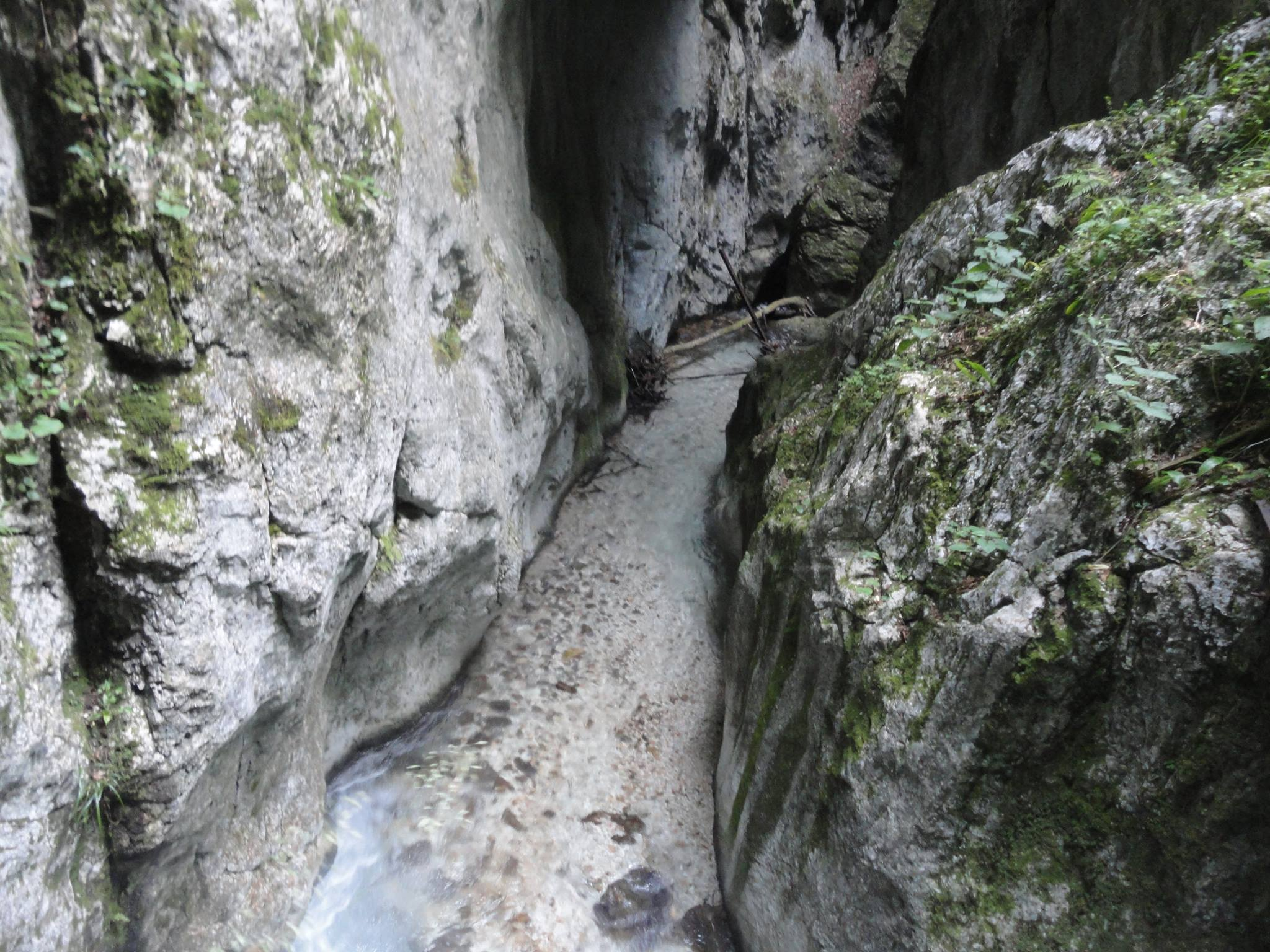
Fiume Tenna all'interno della gola
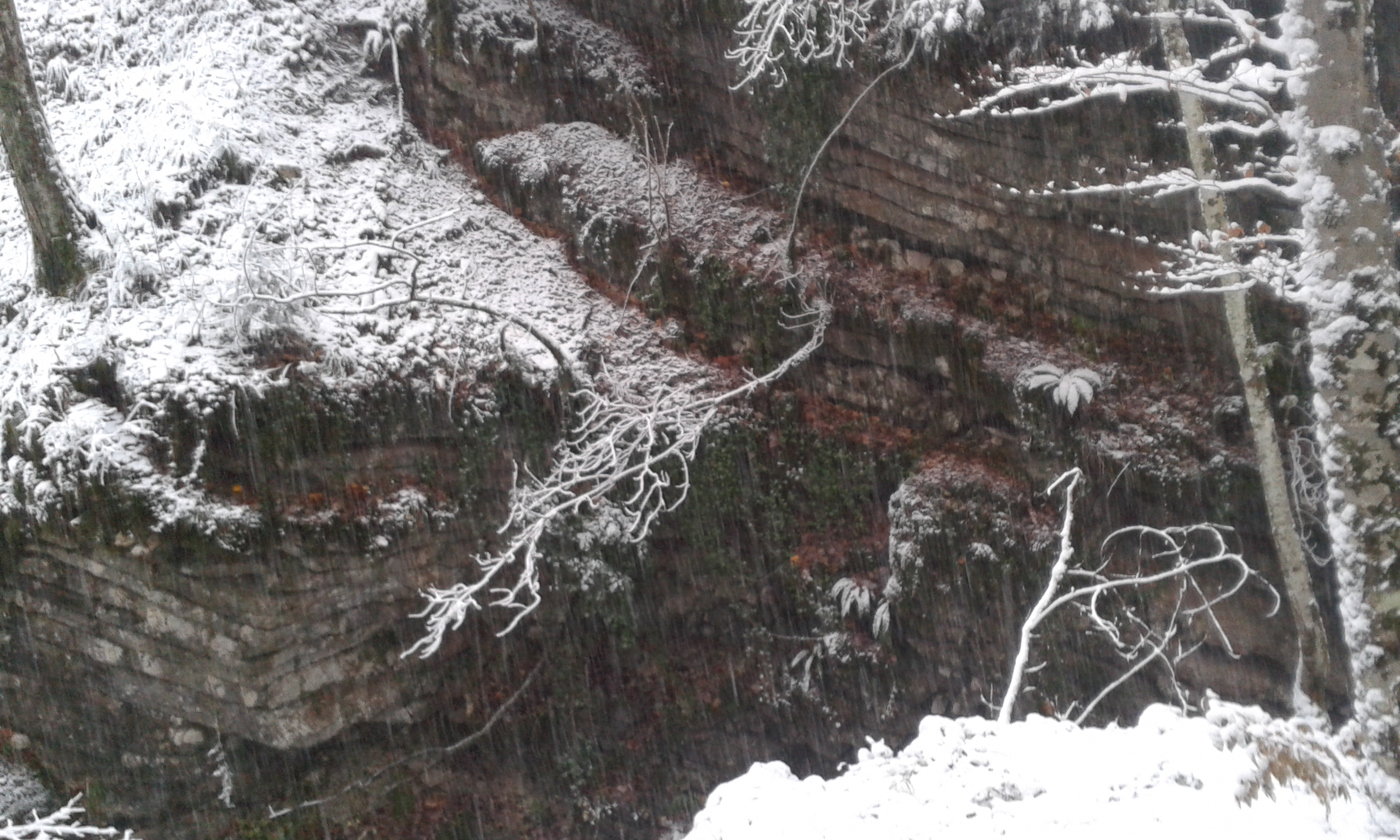
Conformazioni rocciose nel fondo valle
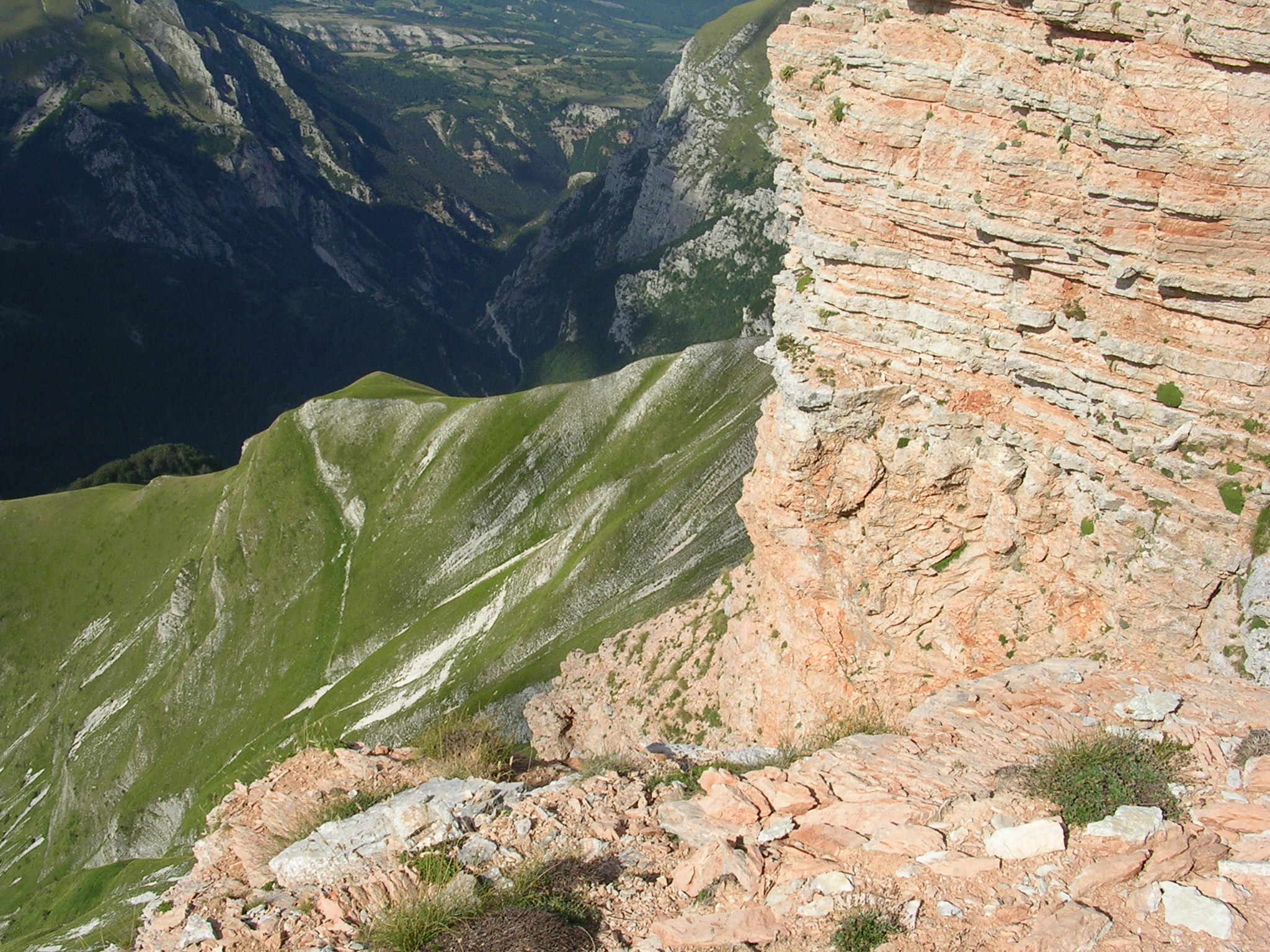
Imboccatura della gola vista dalla Corona della Sibilla
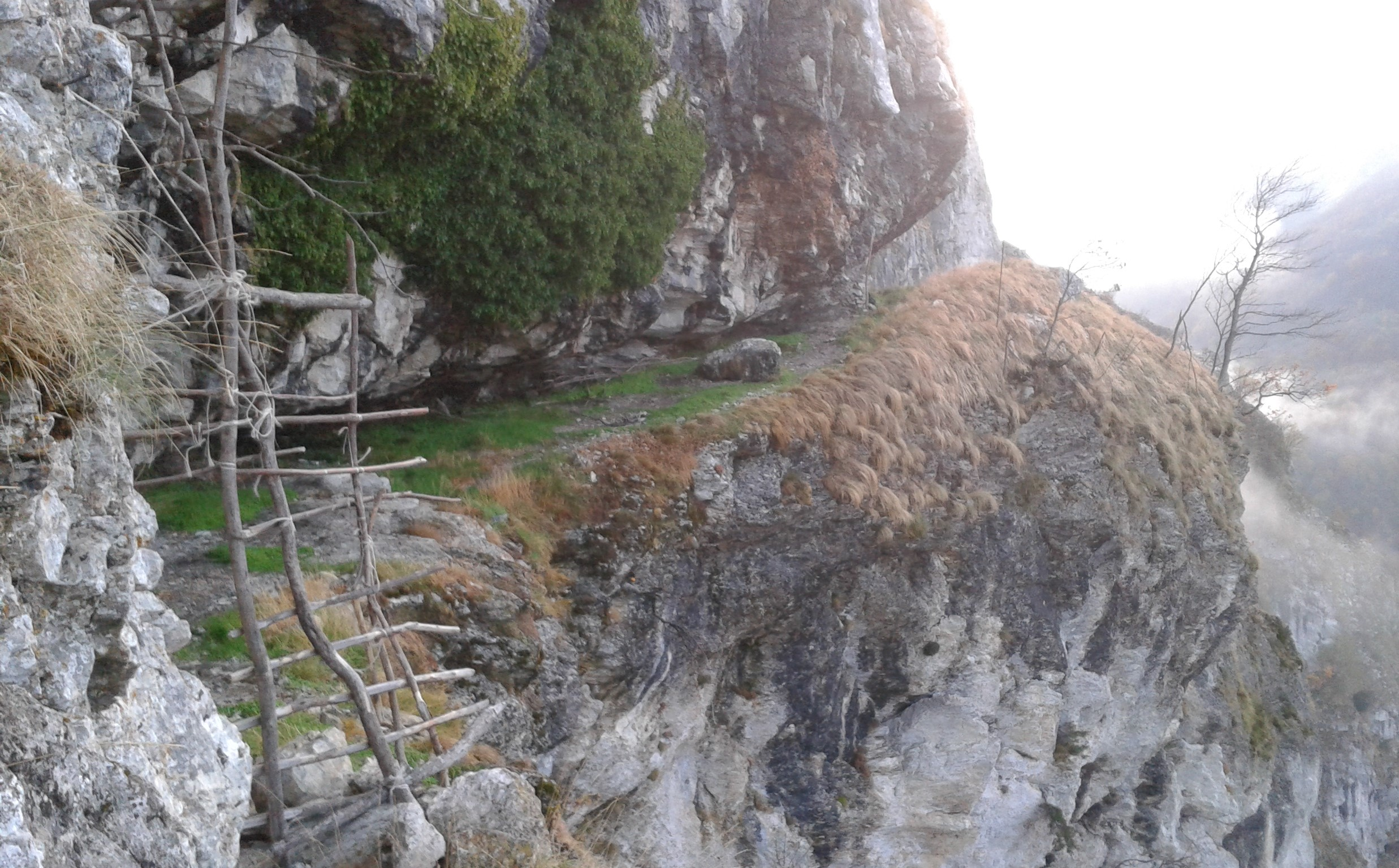
Fonte Palù a picco sull'Infernaccio. Il cancello di accesso ne testimonia l'utilizzo come rifugio per gli ovini.
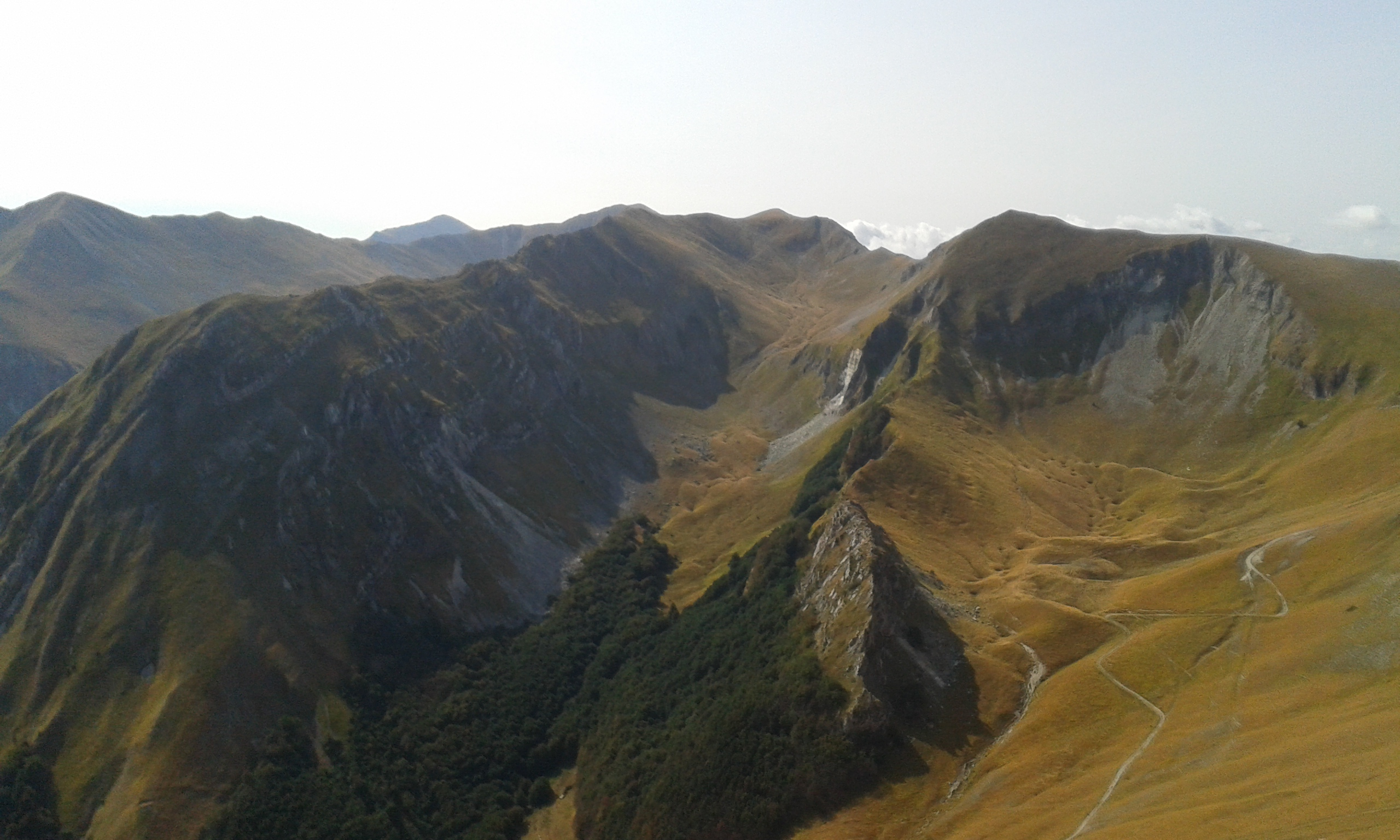
Cima Cannafusto, Valle Orteccia e le Fosse
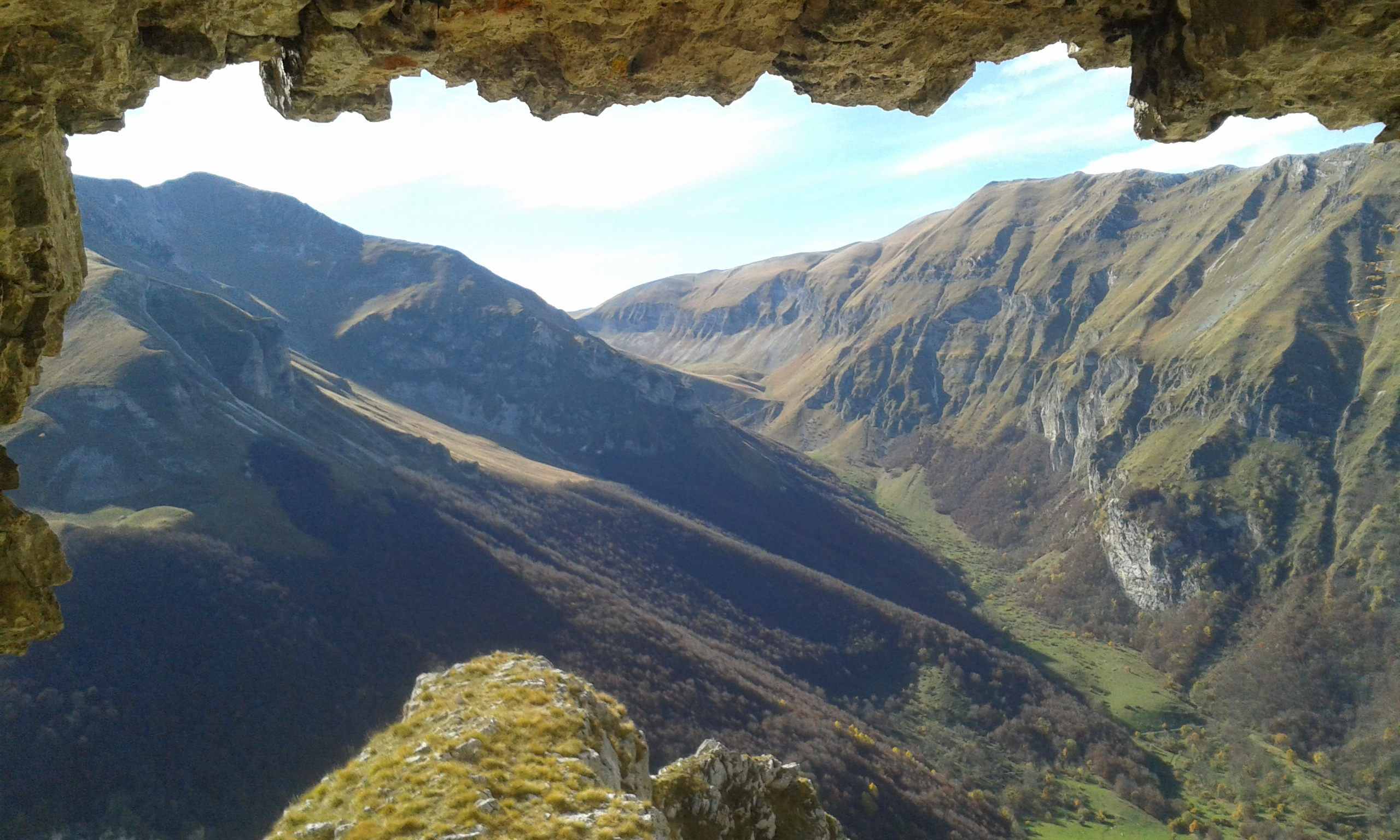
Vallelunga vista dal Tempio della Sibilla